# Democratic Labour Party (Barbados)
Die Democratic Labour Party ist die sozialdemokratische Regierungspartei in Barbados.
Sie wurde 1955 gegründet und regierte bis 1961. Nach der Unabhängigkeit Barbados’ war sie zwischen 1966 und 1976 unter der Führung von Errol Barrow und zwischen 1986 und 1994 unter Lloyd Erskine Sandiford an der Regierung.
2005 wurde David Thompson Parteichef. Die Führung der Fraktion, die zu diesem Zeitpunkt die einzige Opposition im Parlament war, übernahm Thompson 2006 ebenfalls, nachdem sein Vorgänger Clyde Mascoll zur regierenden Barbados Labour Party (BLP) überwechselte.
Im Januar 2008 wurde die Democratic Labour Party wieder Regierungspartei und stellte mit David Thompson sowie nach dessen Tod am 23. Oktober 2010 mit seinem bisherigen Stellvertreter Freundel Stuart den Premierminister von Barbados. 2018 unterlag die Partei gegen die Barbados Labour Party, neue Premierministerin wurde Mia Amor Mottley.

## Belege
1. ↑  Barbados General Election Results - 24 May 2018 (Memento des Originals vom 12. September 2019 im Internet Archive)  Info: Der Archivlink wurde automatisch eingesetzt und noch nicht geprüft. Bitte prüfe Original- und Archivlink gemäß Anleitung und entferne dann diesen Hinweis. auf caribbeanelections.com; abgerufen am 27. Oktober 2019